# Městská knihovna Trutnov

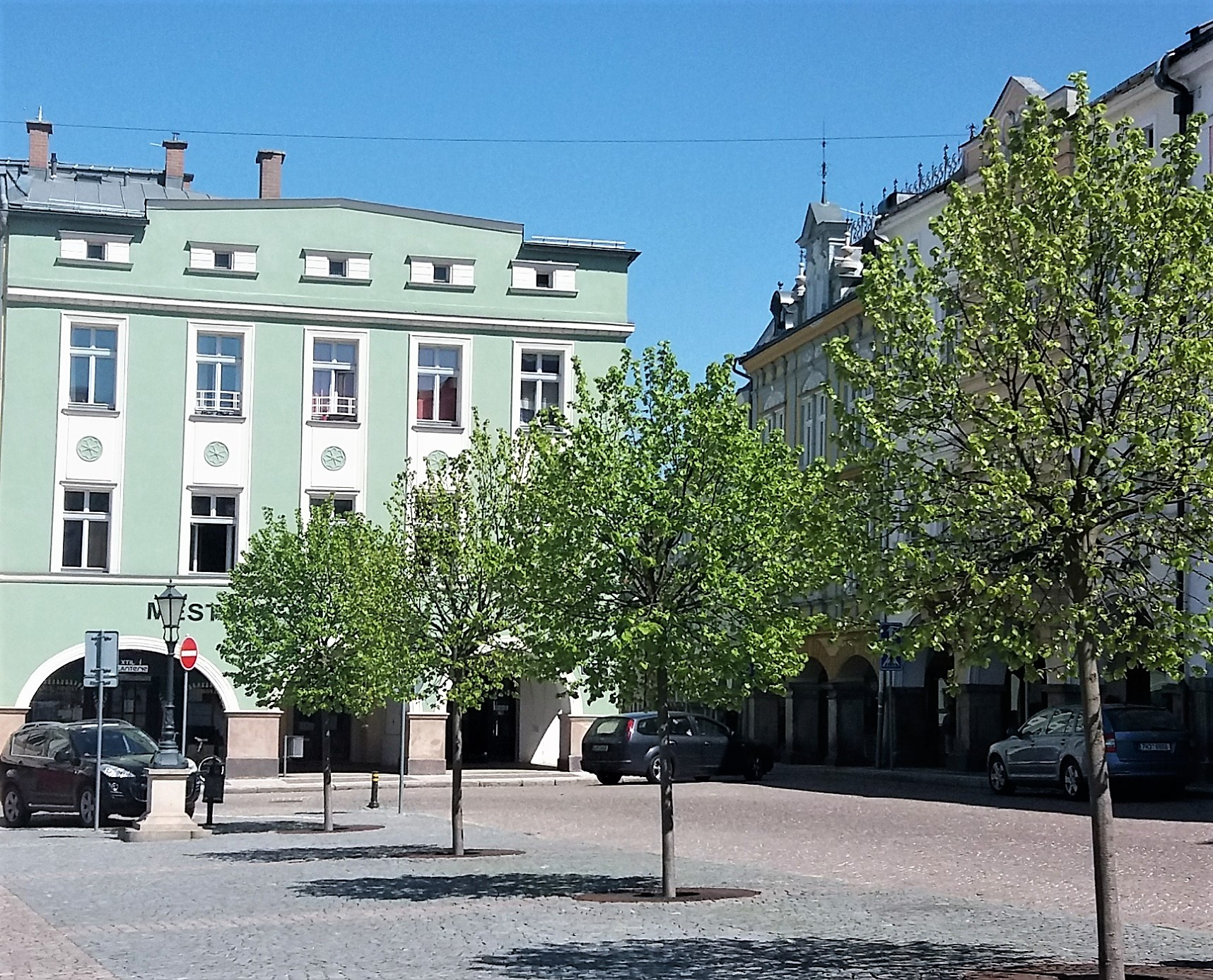
Městská knihovna Trutnov

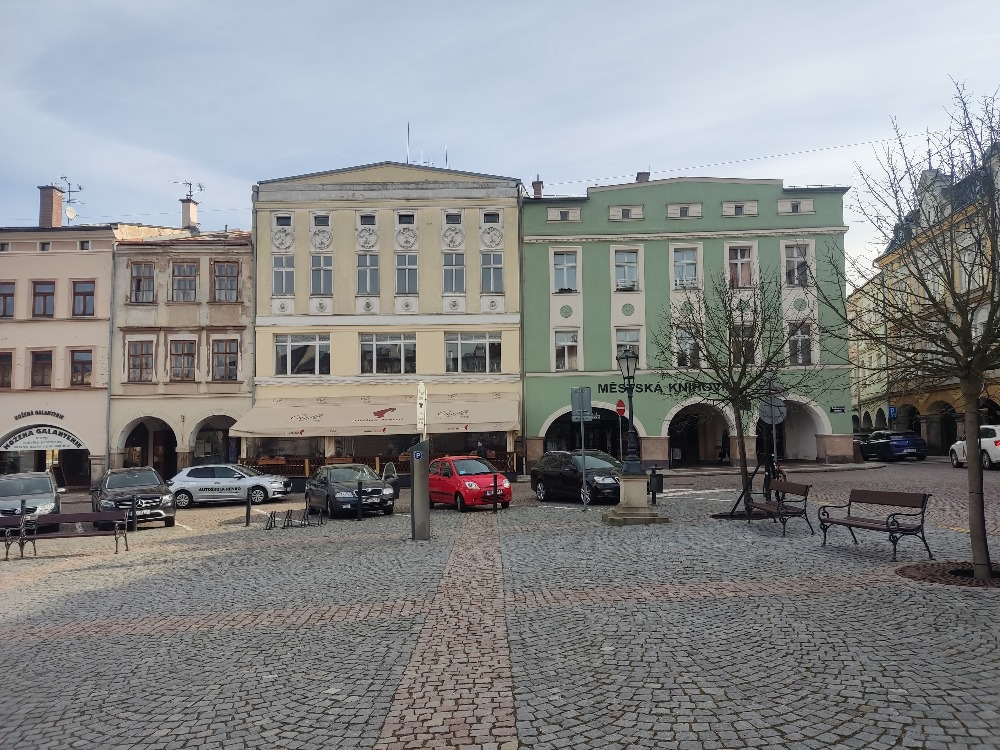
Městská knihovna Trutnov

Městská knihovna Trutnov (celým názvem Městská knihovna s regionálními funkcemi v Trutnově) je základní knihovnou, která současně plní funkci městské knihovny pro veřejné knihovny regionu. Jejím zřizovatelem je město Trutnov. Sídlí na adrese Krakonošovo náměstí 128, Trutnov 541 01.

## Historie
Do roku 1938 existovala v Trutnově (mimo německou městskou knihovnu) tzv. „menšinová knihovna“ s konečným knižním fondem asi 5000 svazků. Vznikla z někdejší knihovny vzdělávacího spolku „Veleslavína“ v 80. letech 19. století a rostla do roku 1919 (do vydání republikánského knihovního zákona) z příležitostných darů. Za války byla „česká“ knihovna odvezena do protektorátu a zbytky knihovny se vrátily až po válce. Knihovna byla umístěna na náměstí v budově lidové školy umění tzv. Haasově paláci. V roce 1960 se knihovna potýkala s nedostatečnými prostory, s nízkým početním stavem knihovního fondu i s nedostatkem odborného personálu. Toto byly jen některé z důvodů, které vedly nadřízené orgány k převodu jejích okresních funkcí na knihovnu ve Dvoře Králové nad Labem, která měla dlouholetou tradici a byla dobře vedena. V roce 1963 byla knihovna stabilizována a začala profesionálně pracovat. Na základě ročních výsledků jí byly vráceny okresní funkce. Od roku 1965 sídlí knihovna na Krakonošově náměstí a od roku 2001 ke své činnosti využívá přízemí a první patro. V polovině roku 1995 se jejím zřizovatelem stalo město Trutnov.

## Současnost
V roce 2023 využilo služeb knihovny 154 129 uživatelů. Zaregistrováno bylo 3 948 uživatelů a knihovna poskytla celkem 180 379 výpůjček. Bylo uskutečněno 150 kulturních a 105 vzdělávacích akcí. Stav knihovního fondu k 31. prosinci 2023 byl 161 114 knihovních jednotek. Knihovna odebírá 119 exemplářů periodik.
Knihovna disponuje dospělým oddělením, oddělením pro děti a mládež, naučným oddělením, čítárnou a studovnou. Knihovna má dvě pobočky (v Horním Starém Městě a v Poříčí).
Knihovna pořádá vzdělávací a kulturní akce pro děti i dospělé (vzdělávací lekce, kurzy a semináře pro MŠ, ZŠ, SŠ, přednášky, besedy a autorská čtení).
Knihovna nabízí prezenční i absenční půjčování knih, periodik, zvukových nosičů, map, průvodců a společenských her. Zprostředkovává výpůjčky elektronických knih a audioknih. Nabízí službu DNNT (dokumenty nedostupné na trhu), kopírování, tisk z PC, veřejný internet, Wi-Fi. Zprostředkovává meziknihovní výpůjční službu.